# Tidaholm (commune)
Pour les articles homonymes, voir Tidaholm.
La commune de Tidaholm est une commune suédoise du comté de Västra Götaland, peuplée d'environ 12 830 habitants (2020). Son chef-lieu se situe à Tidaholm.

## Localités principales
- Ekedalen
- Fröjered
- Madängsholm
- Tidaholm